# Bwin

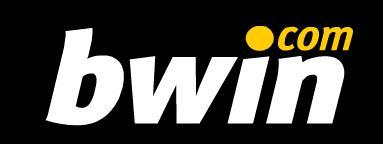
Logotipo de bwin

bwin Interactive Entertainment AG (WBAG: 
BWIN Archivado el 1 de febrero de 2016 en Wayback Machine.), anteriormente betandwin.com (hasta 2006), es una empresa con sede en Austria y Gibraltar de juego en línea. El grupo opera bajo licencias internacionales y regionales en lugares como Gibraltar, la reserva indígena de Kahnawake (Canadá), Belice, Alemania, Italia, México, Croacia, Austria y el Reino Unido. El grupo ofrecía apuestas deportivas, póquer y juegos de casino, con la mayoría de los ingresos procedentes de póquer y apuestas deportivas. Los centros de calificación se encontraban en Viena (Austria), Estocolmo, (Suecia) y Gibraltar. En marzo de 2011 se fusionó con PartyGaming para formar Bwin.Party Digital Entertainment.
La empresa matriz, bwin Interactive Entertainment AG, cotizaba en la bolsa de Viena desde marzo de 2000. La compañía ofrecía servicios para sus filiales, como marketing, finanzas y administración y comunicación corporativa. Todas las actividades operativas eran gestionadas por las filiales de la licencia.